# Hesperumia babai
Hesperumia babai là một loài bướm đêm trong họ Geometridae.